# Hedwig van Babenberg
Hedwig van Babenberg (rond 856 - 24  december 903) was een dochter van Hendrik van Babenberg en van Ingeltrude van Friuli. Zij huwde met Otto I van Saksen, en werd moeder van:
- mogelijk onbekende dochter (ca. 870), gehuwd met graaf Ekkehard, grootouders van abt Burkhard van Sankt-Gallen
- Thankmar, overleden voor Otto
- Liudolf, overleden voor Otto, vader van Ekkehard, van hem stammen een aantal markgraven van Meißen af.
- Hendrik de Vogelaar
- Barbara, gehuwd met Hendrik, de stamvader der Oostenrijkse markgraven (volgens andere bronnen de vader van Otto's echtgenote)
- Oda (ca. 884 - 2 juli na 952), gehuwd (Worms, 897) met koning Zwentibold, (900) Gerard van de Metzgau en met (na 910) Eberhard van de Oberlahngau. Zij overleefde al haar echtgenoten die allen in een veldslag om het leven kwamen.
- Liutgard, 919-923 abdis van Gandersheim
- mogelijk Irminburg, (ovl. voor 936), gehuwd met Siegfried, zoon van markgraaf Thietmar van Meißen.

## Voetnoten
1. ↑  kan ook zes jaar eerder of later zijn